# Yūshin Okami
Yūshin Okami (岡見 勇信?, Okami Yūshin; Kanagawa, 21 luglio 1981) è un lottatore di arti marziali miste giapponese.
Combatte nella divisione dei pesi medi per la promozione statunitense WSOF, nella quale ha lottato per il titolo nel 2014 venendo sconfitto dal campione in carica David Branch.
Dal 2006 al 2013 ha combattuto nella prestigiosa organizzazione statunitense UFC, nella quale è stato un contendente al titolo dei pesi medi nel 2011 quando venne sconfitto dall'allora campione Anderson Silva, e venne licenziato con un record parziale di 13-5 quando era ancora classificato tra i primi dieci pesi medi della promozione.

## Caratteristiche tecniche
Yushin Okami per caratteristiche tecniche viene definito un positional grappler: di grossa stazza per la divisione, sfrutta il suo background nel Judo per portare a terra l'avversario e per poi controllarlo dall'alto con un'azione soffocante.
Con il tempo ha sviluppato anche un veloce e preciso jab che utilizza nelle fasi in piedi; atleta molto aggressivo nei primi round, tende a rallentare vistosamente durante l'ultima ripresa.

## Carriera nelle arti marziali miste

### Da dilettante
Okami ha combattuto in un torneo preliminare all'evento Pride 4 della Pride Fighting Championships, aggiudicandosi la vittoria del torneo stesso in quanto si è imposto sui tre avversari.

### Inizi nel professionismo
Da professionista Okami ha debuttato nel 2002 con l'associazione giapponese GCM, con la quale ha combattuto diversi incontri fino al 2006, alternando partecipazioni a franchigie ben più prestigiose come Pancrase, M-1 Global e Pride Fighting Championships.
Dopo sei vittorie consecutive la prima sconfitta avviene in terra straniera con l'evento M-1 Global: Russia vs. the World a Mosca contro Amar Suloev per KO Tecnico.
Ha partecipato anche a tornei negli Stati Uniti come Rumble On The Rock, dove ha fatto storia la sua vittoria contro il brasiliano Anderson Silva, anche se per squalifica di quest'ultimo; nello stesso torneo venne sconfitto da Jake Shields.
Nell'agosto 2006 passa all'UFC con un record di 16-3.

### Ultimate Fighting Championship
L'impatto di Okami con la lega statunitense di arti marziali miste è molto positivo e il lottatore nipponico inanella quattro vittorie consecutive e ottiene così l'accesso ad una sfida eliminatoria per il titolo contro Rich Franklin: chi vince andrà ad affrontare il campione in carica dei Pesi Medi UFC Anderson Silva; Okami perde l'incontro ai punti.
Okami non si scoraggia e nelle successive sei gare mette a segno un record di 5-1, sconfiggendo avversari del livello di Evan Tanner e Mark Muñoz e perdendo solamente contro Chael Sonnen: a quel punto ottiene il diritto ad una nuova eliminatoria per il titolo contro Nate Marquardt, che sconfigge per decisione unanime.
Il 27 agosto 2011 sfida Anderson Silva per il titolo dei Pesi Medi UFC a Rio de Janeiro, ma perde per KO tecnico.
Perde anche la successiva gara in Giappone contro Tim Boetsch per KO nel terzo round, dopo aver dominato l'avversario nelle prime due riprese.
Nell'agosto 2012 torna alla vittoria mettendo al tappeto Buddy Roberts, lottatore che sostituiva gli indisponibili Luiz Cané e Rousimar Palhares.
Termina l'anno nel migliore dei modi sconfiggendo in un incontro tutt'altro che spettacolare il pericoloso top 10 Alan Belcher nel rematch tra i due.
Nel 2013, inserito nel ranking ufficiale dei pesi medi UFC come il contendente numero 4, Okami affronta il numero 8 Hector Lombard, un ex judoka olimpico ed ex campione di categoria Bellator: nei primi due round il giapponese fa valere la maggiore stazza sull'avversario e lo domina nel grappling e si fa valere anche nella parte di striking, mentre nel terzo round rischia di ripetere la débâcle avvenuta contro Tim Boetsch ma riesce a sopravvivere fino alla campana finale ed ottiene un'altra preziosissima vittoria.
La sua striscia positiva termina in settembre contro il top contender, ex campione Strikeforce ed asso del BJJ Ronaldo Souza, il quale dinanzi ai propri tifosi in Brasile mette KO il giapponese durante il primo round.
Dopo la sconfitta avvenuta contro il nuovo contendente numero 3 dei ranking UFC la promozione a sorpresa decise di licenziare Okami, quando quest'ultimo era ancora classificato come il contendente numero 6 della divisione e che vantava un parziale di 3 vittorie ed una sconfitta negli ultimi 4 incontri: il giapponese terminò così la sua lunga esperienza in UFC che durava dal 2006 e che lo ha visto come un contendente al titolo nel 2011.

### World Series of Fighting
Già a metà ottobre Okami rese noto di aver firmato un nuovo contratto con la promozione emergente degli Stati Uniti World Series of Fighting.
Esordì nel marzo 2014 sconfiggendo con facilità il bulgaro Svetlozar Savov (record: 12-4).
In novembre affrontò il campione in carica David Branch venendo sconfitto per KO tecnico durante la quarta ripresa.

## Risultati nelle arti marziali miste
| Risultato | Record | Avversario         | Metodo                                 | Evento                                 | Data              | Round | Tempo | Città                      | Note                                          |
| --------- | ------ | ------------------ | -------------------------------------- | -------------------------------------- | ----------------- | ----- | ----- | -------------------------- | --------------------------------------------- |
| Vittoria  | 35-11  | Dhiego Lima        | Decisione (unanime)                    | UFC on Fox: Poirier vs. Gaethje        | 14 aprile 2018    | 3     | 5:00  | Glendale, Stati Uniti      | Ritorno nei pesi welter                       |
| Sconfitta | 34-11  | Ovince Saint Preux | Sottomissione tecnica (Von Flue choke) | UFC Fight Night: Saint Preux vs. Okami | 23 settembre 2017 | 1     | 1:50  | Saitama, Giappone          | Debutto nei pesi mediomassimi                 |
| Vittoria  | 34-10  | Andre Lobato       | Decisione (unanime)                    | PFL 2                                  | 29 luglio 2017    | 3     | 5:00  | Everett, Stati Uniti       |                                               |
| Vittoria  | 33-10  | Paul Bradley       | Decisione (non unanime)                | WSOF 34                                | 31 dicembre 2016  | 3     | 5:00  | New York City, Stati Uniti |                                               |
| Vittoria  | 32-10  | Shingo Suzuki      | Sottomissione (rear-naked choke)       | Pancrase 279                           | 24 luglio 2016    | 1     | 2:06  | Tokyo, Giappone            |                                               |
| Vittoria  | 31-10  | Ryuta Sakurai      | TKO (stop dall'angolo)                 | DEEP 75 Impact: 15th Anniversary       | 27 febbraio 2016  | 2     | 4:23  | Tokyo, Giappone            |                                               |
| Sconfitta | 30-10  | Jon Fitch          | Decisione (unanime)                    | WSOF 34                                | 17 ottobre 2015   | 3     | 5:00  | Mashantucket, Stati Uniti  | Ritorno ai Pesi Welter                        |
| Sconfitta | 30-9   | David Branch       | KO Tecnico (pugni)                     | WSOF 15: Branch vs. Okami              | 15 novembre 2014  | 4     | 3:39  | Tampa, Stati Uniti         | Per il titolo dei Pesi Medi WSOF              |
| Vittoria  | 30-8   | Svetlozar Savov    | Sottomissione (triangolo di braccio)   | WSOF 9: Carl vs. Palhares              | 29 marzo 2014     | 2     | 4:46  | Las Vegas, Stati Uniti     | Debutto in WSOF                               |
| Sconfitta | 29-8   | Ronaldo Souza      | KO Tecnico (pugni)                     | UFC Fight Night: Teixeira vs. Bader    | 4 settembre 2013  | 1     | 2:47  | Belo Horizonte, Brasile    |                                               |
| Vittoria  | 29-7   | Hector Lombard     | Decisione (non unanime)                | UFC on Fuel TV: Silva vs. Stann        | 3 marzo 2013      | 3     | 5:00  | Saitama, Giappone          |                                               |
| Vittoria  | 28-7   | Alan Belcher       | Decisione (unanime)                    | UFC 155: Dos Santos vs. Velasquez II   | 29 dicembre 2012  | 3     | 5:00  | Las Vegas, Stati Uniti     |                                               |
| Vittoria  | 27-7   | Buddy Roberts      | KO Tecnico (pugni)                     | UFC 150: Henderson vs. Edgar II        | 11 agosto 2012    | 2     | 3:05  | Denver, Stati Uniti        |                                               |
| Sconfitta | 26-7   | Tim Boetsch        | KO Tecnico (pugni)                     | UFC 144: Edgar vs. Henderson           | 26 febbraio 2012  | 3     | 0:54  | Saitama, Giappone          |                                               |
| Sconfitta | 26–6   | Anderson Silva     | KO Tecnico (pugni)                     | UFC 134: Silva vs. Okami               | 27 agosto 2011    | 2     | 2:04  | Rio de Janeiro, Brasile    | Per il titolo dei Pesi Medi UFC               |
| Vittoria  | 26–5   | Nate Marquardt     | Decisione (unanime)                    | UFC 122: Marquardt vs. Okami           | 13 novembre 2010  | 3     | 5:00  | Oberhausen, Germania       | Eliminatoria per il titolo dei Pesi Medi UFC  |
| Vittoria  | 25–5   | Mark Muñoz         | Decisione (non unanime)                | UFC Live: Jones vs. Matyushenko        | 1º agosto 2010    | 3     | 5:00  | San Diego, Stati Uniti     |                                               |
| Vittoria  | 24–5   | Lucio Linhares     | KO Tecnico (stop medico)               | UFC Fight Night: Florian vs. Gomi      | 31 marzo 2010     | 2     | 2:47  | Charlotte, Stati Uniti     |                                               |
| Sconfitta | 23–5   | Chael Sonnen       | Decisione (unanime)                    | UFC 104: Machida vs. Shogun            | 24 ottobre 2009   | 3     | 5:00  | Los Angeles, Stati Uniti   |                                               |
| Vittoria  | 23–4   | Dean Lister        | Decisione (unanime)                    | UFC 92: The Ultimate 2008              | 27 dicembre 2008  | 3     | 5:00  | Las Vegas, Stati Uniti     |                                               |
| Vittoria  | 22–4   | Evan Tanner        | KO (ginocchiata)                       | UFC 82: Pride of a Champion            | 1º marzo 2008     | 2     | 3:00  | Columbus, Stati Uniti      |                                               |
| Vittoria  | 21–4   | Jason MacDonald    | Decisione (unanime)                    | UFC 77: Hostile Territory              | 20 ottobre 2007   | 3     | 5:00  | Cincinnati, Stati Uniti    |                                               |
| Sconfitta | 20–4   | Rich Franklin      | Decisione (unanime)                    | UFC 72: Victory                        | 16 giugno 2007    | 3     | 5:00  | Belfast, Irlanda del Nord  | Eliminatoria per il titolo dei Pesi Medi UFC  |
| Vittoria  | 20–3   | Mike Swick         | Decisione (unanime)                    | UFC 69: Shootout                       | 7 aprile 2007     | 3     | 5:00  | Houston, Stati Uniti       |                                               |
| Vittoria  | 19–3   | Rory Singer        | Sottomissione (pugni)                  | UFC 66: Liddell vs. Ortiz              | 30 dicembre 2006  | 3     | 4:03  | Las Vegas, Stati Uniti     |                                               |
| Vittoria  | 18–3   | Kalib Starnes      | KO Tecnico (pugni)                     | UFC 64: Unstoppable                    | 14 ottobre 2006   | 3     | 1:40  | Las Vegas, Stati Uniti     |                                               |
| Vittoria  | 17–3   | Alan Belcher       | Decisione (unanime)                    | UFC 62: Liddell vs. Sobral             | 26 agosto 2006    | 3     | 5:00  | Las Vegas, Stati Uniti     | Debutto in UFC                                |
| Vittoria  | 16–3   | Izuru Takeuchi     | KO Tecnico (pugni)                     | GCM: D.O.G. 6                          | 11 giugno 2006    | 1     | 3:39  | Tokyo, Giappone            |                                               |
| Vittoria  | 15–3   | Ji Won Bang        | KO Tecnico (pugni)                     | MARS: World Grand Prix                 | 23 maggio 2006    | 1     | 4:38  | Chiba, Giappone            |                                               |
| Sconfitta | 14–3   | Jake Shields       | Decisione (maggioranza)                | Rumble On The Rock 9                   | 21 aprile 2006    | 3     | 5:00  | Honolulu, Stati Uniti      | Torneo dei Pesi Welter ROTR, Semifinale       |
| Vittoria  | 14–2   | Anderson Silva     | Squalifica (calcio illegale)           | Rumble On The Rock 8                   | 20 gennaio 2006   | 1     | 2:33  | Honolulu, Stati Uniti      | Torneo dei Pesi Welter ROTR, Quarti di finale |
| Vittoria  | 13–2   | Myun Joo Lee       | KO Tecnico (stop medico)               | Hero's 2005 in Seoul                   | 5 novembre 2005   | 1     | 4:14  | Seul, Corea del Sud        |                                               |
| Vittoria  | 12–2   | Damien Riccio      | KO Tecnico (pugni)                     | GCM: D.O.G. 3                          | 17 settembre 2005 | 2     | 2:44  | Tokyo, Giappone            |                                               |
| Vittoria  | 11–2   | Nick Thompson      | Sottomissione (infortunio al gomito)   | GCM: D.O.G. 2                          | 11 giugno 2005    | 1     | 0:29  | Tokyo, Giappone            |                                               |
| Vittoria  | 10–2   | Brian Foster       | Sottomissione (triangolo di braccio)   | GCM: D.O.G. 1                          | 12 marzo 2005     | 3     | 2:53  | Tokyo, Giappone            |                                               |
| Vittoria  | 9–2    | Eiji Ishikawa      | Decisione (unanime)                    | Pancrase: Brave 9                      | 12 ottobre 2004   | 3     | 5:00  | Tokyo, Giappone            |                                               |
| Sconfitta | 8–2    | Falaniko Vitale    | Decisione (non unanime)                | SuperBrawl 36                          | 18 giugno 2004    | 3     | 5:00  | Honolulu, Stati Uniti      |                                               |
| Vittoria  | 8–1    | Ryuta Sakurai      | Decisione (unanime)                    | Pride Bushido 2                        | 15 febbraio 2004  | 2     | 5:00  | Yokohama, Giappone         |                                               |
| Vittoria  | 7–1    | Kousei Kubota      | KO Tecnico (pugni)                     | GCM: Demolition 13                     | 18 gennaio 2004   | 1     | 1:47  | Giappone                   |                                               |
| Sconfitta | 6–1    | Amar Suloev        | KO Tecnico (pugni)                     | M-1 Global: Russia vs. the World       | 10 ottobre 2003   | 1     | 4:44  | Mosca, Russia              |                                               |
| Vittoria  | 6–0    | Kazuhiro Hanada    | KO Tecnico (pugni)                     | GCM: Demolition 9                      | 21 luglio 2003    | 1     | 4:47  | Yokohama, Giappone         |                                               |
| Vittoria  | 5–0    | Hidehiko Hasegawa  | Decisione (unanime)                    | GCM: Demolition 7                      | 1º maggio 2003    | 2     | 5:00  | Tokyo, Giappone            |                                               |
| Vittoria  | 4–0    | Hikaru Sato        | Decisione (unanime)                    | Pancrase: Hybrid 1                     | 26 gennaio 2003   | 2     | 5:00  | Tokyo, Giappone            |                                               |
| Vittoria  | 3–0    | Sen Nakadai        | Decisione (unanime)                    | Pancrase: Spirit 8                     | 30 novembre 2002  | 2     | 5:00  | Yokohama, Giappone         |                                               |
| Vittoria  | 2–0    | Steve White        | Sottomissione (pugni)                  | Pride The Best Vol.3                   | 20 ottobre 2002   | 2     | 3:25  | Tokyo, Giappone            | Debutto in Pride                              |
| Vittoria  | 1–0    | Kyosuke Sasaki     | Decisione (unanime)                    | GCM: Demolition 1                      | 8 settembre 2002  | 2     | 5:00  | Giappone                   |                                               |

## Curiosità
- È stato di ispirazione per il design di Eren Jaeger in versione gigante, personaggio di Attack on Titan, manga di Hajime Isayama[3].